# Muiderslot
Muiderslot es un castillo situado en Muiden, (Países Bajos). Se encuentra localizado en la desembocadura del río Vecht, en lo que era el Zuiderzee, a unos 15 kilómetros al sureste de Ámsterdam. Es uno de los castillos más conocidos en los Países Bajos y ha aparecido en diversos programas de televisión que se desarrollan en la Edad Media.

## Historia
La historia de este castillo comienza con el conde Florencio V que construyó un castillo de piedra en la desembocadura del río en 1280, cuando obtuvo el control sobre un área que formaba parte de la Sede de Utrecht. El río Vecht era la ruta comercial hacia Utrecht, una de las ciudades comerciales más importantes de esa época y el castillo fue utilizado para exigir un peaje a los comerciantes. Sus dimensiones son relativamente pequeñas, mide 32 por 35 metros, con paredes de ladrillo de más de 1,5 metros de espesor y con un gran foso que lo rodeaba.
En 1297 el castillo fue conquistado por Willem II Berthout, arzobispo de Utrecht y hacia el 1300, el castillo quedó arrasado.

### sigloXIV
Cien años más tarde (ca. 1370-1386), Alberto I de Baviera, que en esos momentos era conde de Holanda y Zelanda lo reconstruyó en el mismo lugar y con las mismas características que el antiguo.

### P.C. Hooft
Otro de los propietarios célebres del castillo fue Pieter Corneliszoon Hooft (1581-1647), afamado poeta e historiador, que era gobernador y agente judicial de la zona de (Het Gooiland). Durante 39 años pasó sus veranos en el castillo adonde invitaba a su círculo de amigos, escritores y pintores como Joost van den Vondel, Constantijn Huygens, Gerbrand Bredero, Anna Visscher o Maria Tesselschade Visscher. Este grupo llegó a ser conocido como el Muiderkring. También extendió los jardines y el huerto de ciruelos.

### sigloXVIII
A finales del siglo XVIII, el castillo fue utilizado como prisión, y posteriormente quedó abandonado. Su ruina hizo que se pusiera a la venta en 1825 para su demolición. Solo la intervención de rey  Rey Guillermo I lo impidió. Pasaron otros setenta años hasta que se reunió suficiente dinero para su restauración.

### Uso actual
El castillo es en la actualidad un museo nacional (Rijksmuseum). El interior del castillo, sus habitaciones y cocinas han sido restauradas a la apariencia que tenían en el siglo XVII y muchas de las estancias muestran una colección de armas y armaduras.

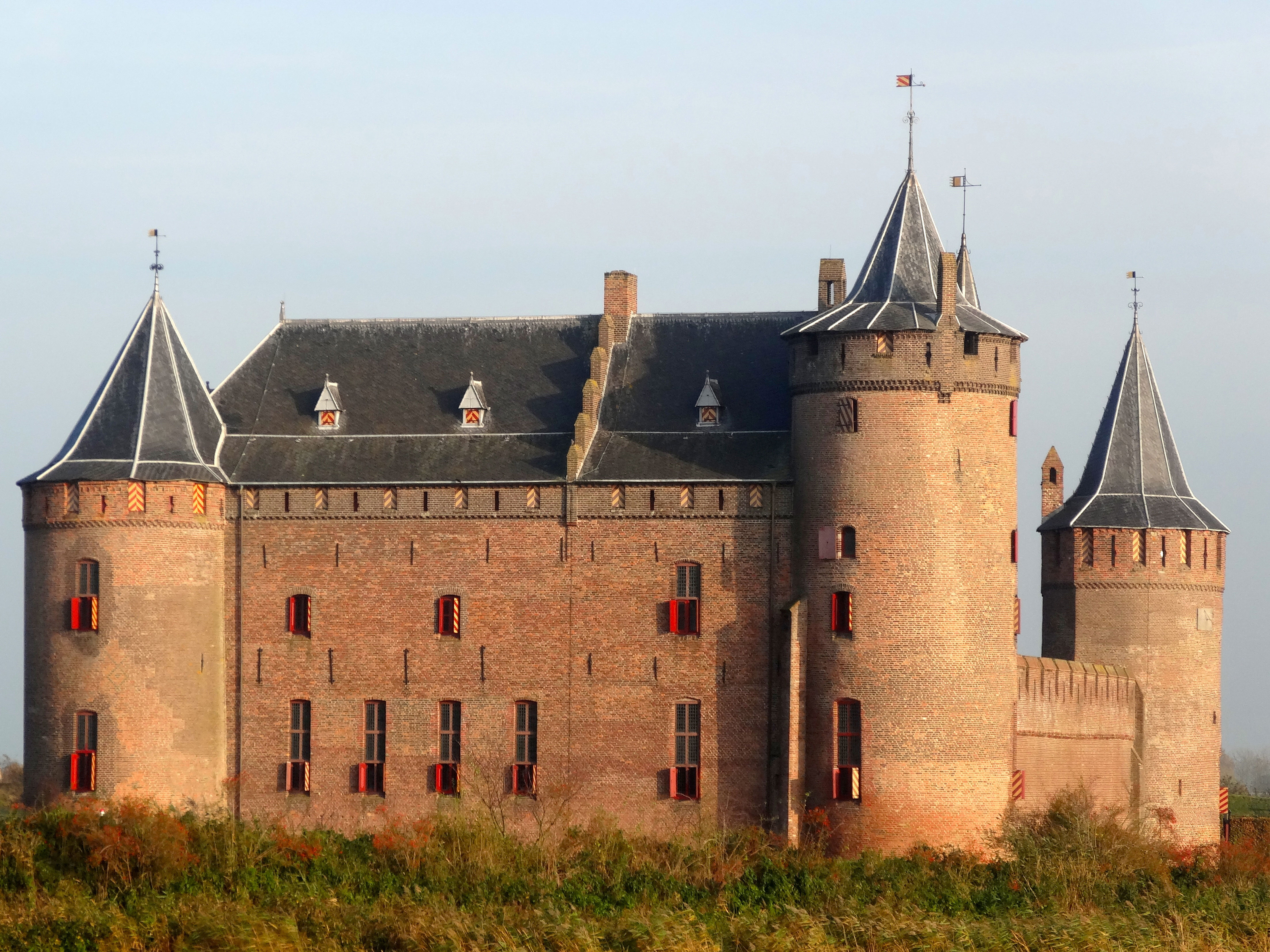
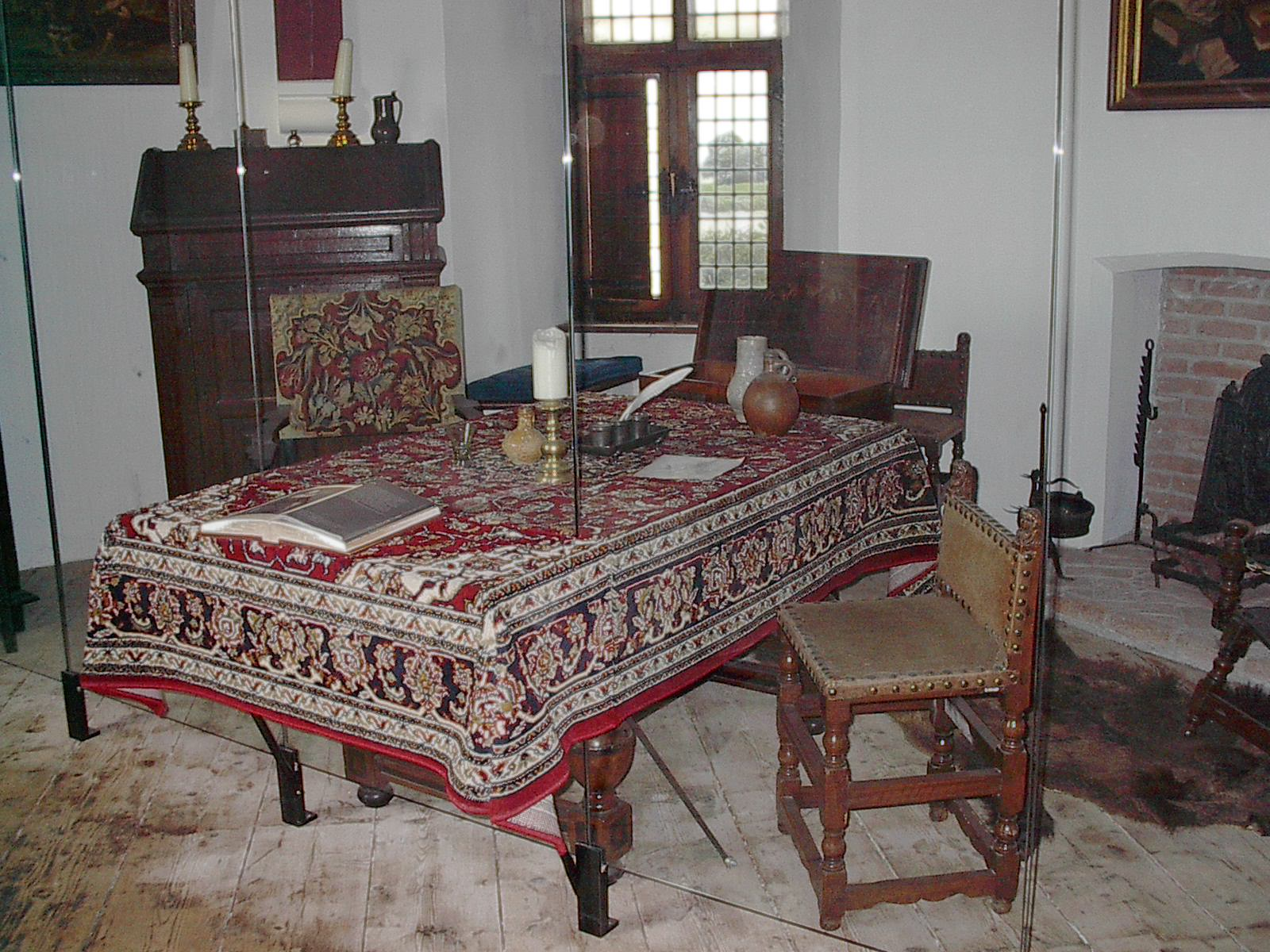
Despacho de PC Hooft
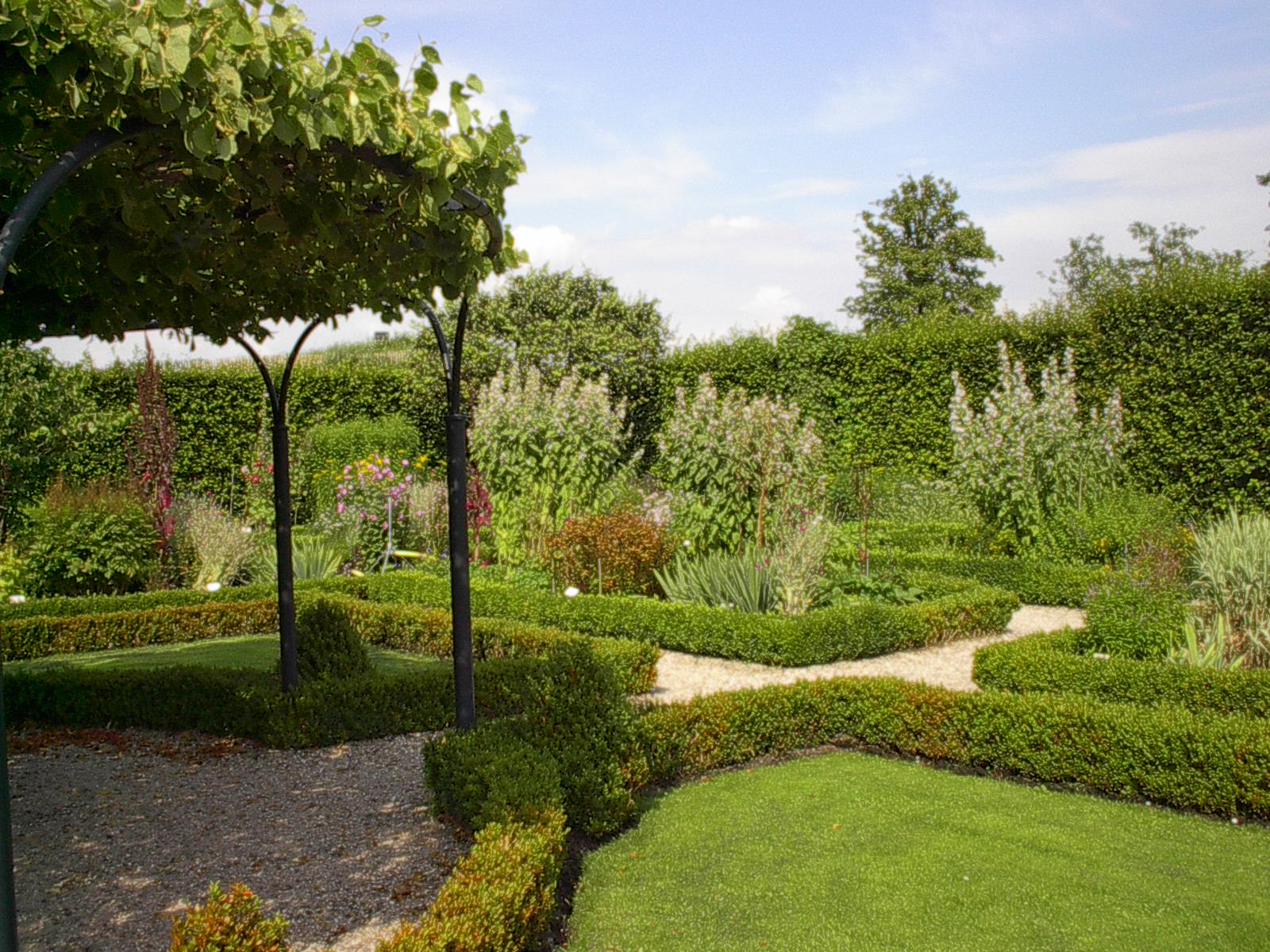
Jardines